# Отец Сергий (фильм, 1918)
«Отец Се́ргий» (1918) — немой художественный фильм Якова Протазанова. Экранизация одноимённой повести Льва Толстого.

## Сюжет
Сюжет фильма близок к литературному первоисточнику.
Молодой князь Степан Дмитрич Касатский (Иван Мозжухин) с благоговением относится к государю Николаю I (Владимир Гайдаров) и всячески ищет его расположения. Князь влюбляется в красавицу Мэри Короткову (В. Дженеева), не подозревая, что она любовница государя. Узнав правду, он переживает потрясение и встаёт перед необходимостью полностью пересмотреть свою жизнь. Князь отказывается от титула, уходит в монастырь и принимает постриг под именем отца Сергия. В монастыре жизнь кажется ему слишком суетной и подверженной соблазнам. В поисках душевного успокоения он становится отшельником. Через шесть лет на масленицу мимо его кельи проезжала весёлая компания, а с ней — красавица Маковкина (актриса Наталья Лисенко). Она решает на спор соблазнить отца Сергия и уговаривает друзей привезти её в три часа ночи к нему. Она просится в келью Сергия согреться и снимает намокшую одежду. Отец Сергий смущается, видя в этом происки дьявола. Маковкина отвечает, что она просто грешная женщина, и начинает соблазнять его. Сергий под предлогом удаляется в сени, где отрубает топором указательный палец левой руки, дабы «усмирить плоть». Маковкина видит кровь и молит о прощении. Уже через год она сама уходит в монастырь. Праведность отца Сергия привлекает к нему как верующих, так и светских бездельников, которым в охотку поиздеваться над затворником. Соблазны находят его и в уединении. Не в силах обрести покой и прийти к согласию со своей совестью, отец Сергий впадает в отчаяние и становится безымянным бродягой…

## В ролях
- Иван Мозжухин — князь Степан Касатский — отец Сергий
- Вера Дженеева — Мэри
- Наталья Лисенко — Маковкина
- Вера Орлова — дочь купца
- Владимир Гайдаров — царь Николай I
- Ольга Кондорова — графиня Короткова
- Николай Панов — отец Касатского
- Иона Таланов — купец
- Пётр Бакшеев — молодой монах
- Поликарп Павлов — привратник монастыря
- Николай Римский — епископ

## Художники
Владимир Баллюзек, Александр Лошакофф, В. Воробьев

## История создания
Впервые о намерении экранизировать повесть Толстого Протазанов заявил, ещё работая над постановкой «Пиковой дамы», а в 1916 году «Отец Сергий» был даже анонсирован в рекламе товарищества И. Ермольева. Однако в те времена постановка «Отца Сергия» была бы как минимум затруднительна, так как действовал цензурный запрет на изображение в художественных фильмах членов царской семьи и представителей духовенства. Съёмки фильма проходили в середине 1917 — начале 1918 года. Во время съёмок Яков Протазанов заболел, и на некоторое время его подменял на съёмочной площадке сценарист Александр Волков. Фильм вышел на экраны 14 мая 1918 года. Премьера фильма состоялась в московском кинотеатре «Арс».

## Значение и влияние

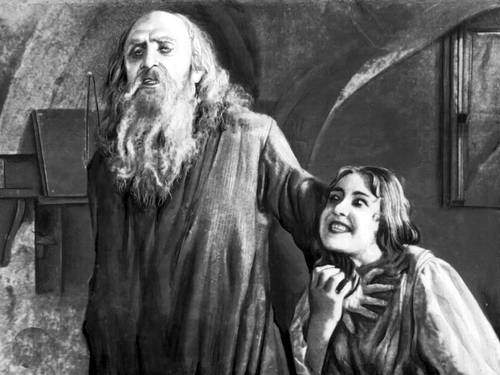
Иван Мозжухин и Вера Орлова в фильме «Отец Сергий»

Фильм имел значительный успех, ещё более упрочив авторитет Протазанова, как постановщика, и Мозжухина, как выдающегося актёра.

По словам очевидцев, это был подлинный шок. Когда зажгли свет, несколько мгновений публика молчала и потом разразилась тем, что называют бурей аплодисментов. Это был своего рода результат десятилетней работы русского кинематографа над фильмом-экранизацией. И при сравнении „Отца Сергия“ с первыми простодушными фильмами-лубками и добросовестными иллюстрациями вырисовывается творческий итог той школы классической литературы, которую в кратчайший срок успело пройти русское кино.— Н. М. Зоркая, «Русская школа экранизации: Серебряные девятьсот десятые»
Фильм был вывезен за рубеж вопреки запрету советских властей и пользовался там значительным успехом.

Драма не драма, роман не роман, а сама жизнь, и кто видел эту картину, тот понимает, что это сильнее и драмы, и романа. Ведь искрящегося снега так, как видит его зритель, не нарисует и сам Толстой. Ни одна актриса не будет себя так вести, так искренно перед театральной публикой, как делает это Лисенко перед аппаратом. И на ленте остаётся более сильная правда, чем бывает на сцене. Радостно глядеть на такой фильм — произведение гениального художника. Тут сила Толстого и сила Мозжухина соединились.— Б. Лазаревский, газета «Кинотворчество» (Париж), 1924, № 2, стр. 18
В 1928 году, к столетию со дня рождения Льва Толстого, был осуществлён повторный выпуск фильма; однако демонстрация его в рабочих клубах была запрещена. Повторный выпуск вызвал бурную негативную реакцию советской идеологической прессы. Вот типичный пример тогдашних нападок на фильм:

Показывать „Отца Сергия“ — это значит заведомо возбуждать интерес к церкви, к религии. Вместо того, чтобы к толстовским дням преподнести нашему зрителю крепкую советскую антирелигиозную фильму, Совкино, точно старьёвщик, разрыло кляузную рухлядь, демонстрируя её при помпезной рекламе исключительно по торгашеским соображениям. Стыдно за Совкино… <…> Полтора часа приходится наблюдать за „переживаньицем“ Мозжухина, напоминающего игру провинциального актёра. Убогость постановки низводит картину на нет, делая её абсолютно никчемной.— «Долой с экрана „Отца Сергия“!» — газета «Кино», 1928, № 40, стр. 5.
В «Истории советского кино» (1969) сказано:

В фильме «Отец Сергий» при всех его несомненных художественных достоинствах повесть Толстого получила либерально-буржуазную трактовку, что сказалось в ограниченном толковании коренных пороков старого строя как «отдельных недостатков» царизма и буржуазного общества. Однако могучая сила толстовского реализма нашла выражение в лучших эпизодах картины.
— «История советского кино». Изд. «Искусство», М., 1969, т. 1, стр. 113. Раздел «Рождение советского кино», часть «Русское кино», глава 3.

## Интересные факты
- Композитором Евгением Букке была написана оригинальная музыка, которая должна была сопровождать демонстрацию фильма.
- Сохранившаяся версия фильма имеет продолжительность в 79 минут.
- К 150-летию Льва Толстого в 1978 году была осуществлена новая экранизация — фильм «Отец Сергий» поставил режиссёр Игорь Таланкин, а в главной роли снялся Сергей Бондарчук. В фильме звучит вальс Л. Н. Толстого[2].